# Międzynarodowy Dzień Pielęgniarek
Międzynarodowy Dzień Pielęgniarek, ang. International Nurses Day (IND) – święto obchodzone corocznie 12 maja ustanowione przez Międzynarodową Radę Pielęgniarek (ICN) na Kongresie w Meksyku w 1973 roku.
Tego samego dnia przypada rocznica urodzin Florence Nightingale, prekursorki nowoczesnego pielęgniarstwa.
W obchodach bierze udział WHO.
Hasłem przewodnim 2012 roku było „Niwelowanie różnic: od nauki do praktyki”.
W Polsce święto obchodzone jest jako Międzynarodowy Dzień Pielęgniarek i Położnych.